# Mauricio Solís
Mauricio Solís Mora (Los Ángeles de Santo Domingo, 13 dicembre 1972) è un ex calciatore costaricano, di ruolo centrocampista.

## Carriera

### Club
Solís iniziò la sua carriera professionale con l'Herediano. Nel 1997 giocò con Paulo Wanchope nel Derby County in Inghilterra collezionando 11 presenze, nel 1999 passò ai San Jose Earthquakes (30 presenze con 4 gol) negli Stati Uniti, ha giocato anche con Alajuelense in Costa Rica, CD Irapuato del Messico e il club guatemalteco del Comunicaciones, che lasciò per tornare in patria all'Herediano.

### Nazionale
Solís è stato un membro della Selezione Nazionale della Costa Rica, con la quale ha collezionato 110 presenze ed è andato in competizione nel Mondiale di Corea-Giappone 2002 e nella Coppa del Mondo FIFA del 2006 in Germania; inoltre partecipò alla Coppa America 1997 in Bolivia e alla Coppa America 2001 in Colombia. Debuttò con la Selezione Nazionale contro l'Arabia Saudita nel settembre 1993 in Dammán.